# Oligotrichum obtusifolium
Oligotrichum obtusifolium är en bladmossart som beskrevs av Thériot 1935. Oligotrichum obtusifolium ingår i släktet Oligotrichum och familjen Polytrichaceae. Inga underarter finns listade i Catalogue of Life.